# Körössebes
Körössebes (Sebiș), település Romániában, a Partiumban, Bihar megyében.

## Fekvése
A Bihar-hegység alatt, Belényestől délkeletre, a Fekete-Körös menti út jobb oldalán, Dragánfalva, Cigányosd és Bontesd közt fekvő település.

## Története
Körössebes, Sebes nevét 1552-ben említette először oklevél Nagyhsebes néven. 
1692-ben Sebes, Nagy Sebes, 1808-ban Sebes, Sebris, 1913-ban Körössebes néven írták.
Sebes. 
Sebes, a Bihar-hegység alatt, a Fekete-Körös mellett fekvő kisközség, gör. keleti vallásu, oláh lakosokkal. Házainak száma 68, lakosaié 379. Postája, távírója és vasúti állomása Belényes. 
A 19. század első felében a görögkatolikus püspök birtoka volt. 
1851-ben Fényes Elek írta a településről:
Bihar vármegyében, 511 óhitü lakossal, anyatemplommal, patakkal. Urbéri szántó 226, rét 64, legelő 64 hold; erdő nincs. Birja a váradi görög püspök.
1910-ben 472 lakosából 6 magyar, 466 román volt. Ebből 465 görögkeleti ortodox, 7 izraelita volt.
A trianoni békeszerződés előtt Bihar vármegye Belényesi járásához tartozott.

## Nevezetességek

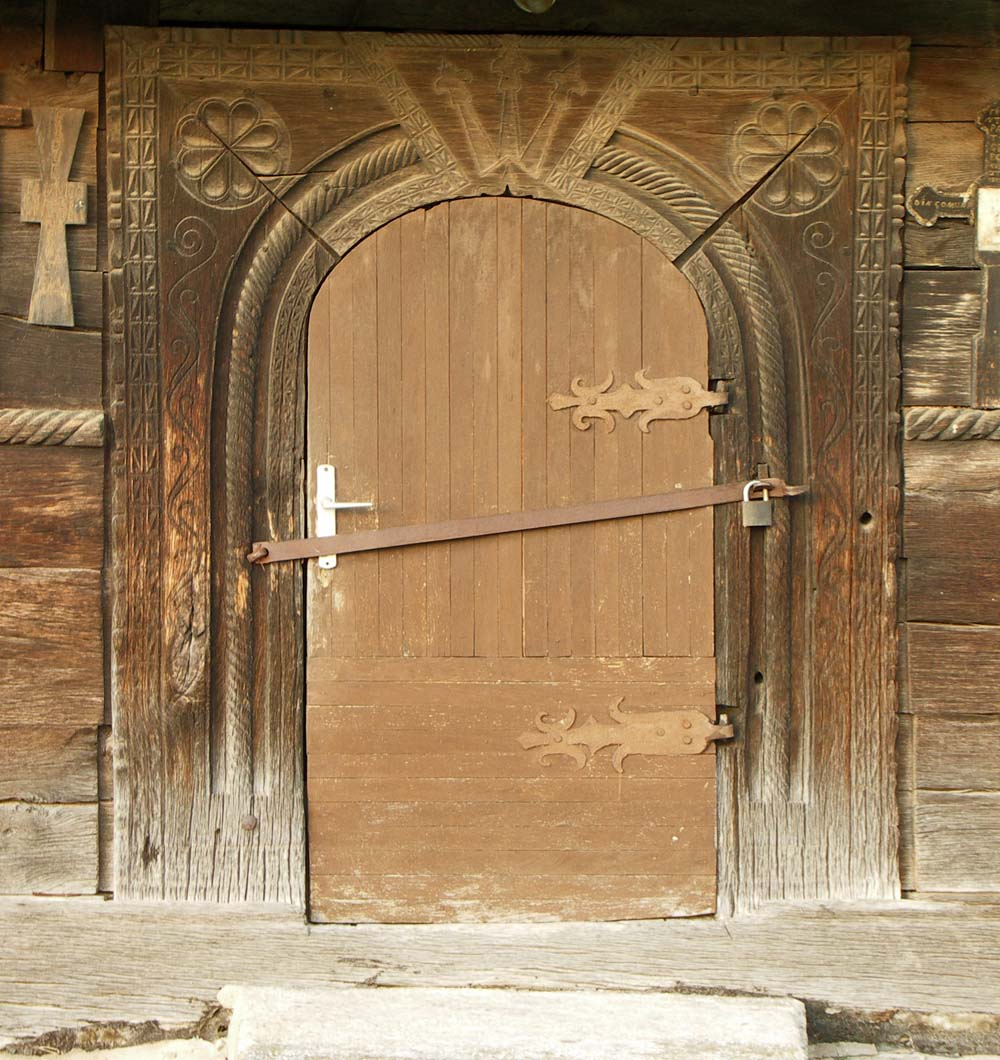
A fatemplom faragott bejárata

- Görög keleti fatemploma